# Filmstadt München
Die Initiative Filmstadt München besteht seit 1979 und ist seit 1984 als Dachverband Filmstadt München e.V. organisiert. Als Dachorganisation für siebzehn Gruppen, die in München Filmfestivals organisieren, verfolgt sie das Ziel, kontinuierliche, anspruchsvolle Filmarbeit in München zu fördern und ein kritisches Kino zu ermöglichen. Zu den Mitgliedern gehören unter anderem das DOK.fest München und das Kurzfilmfest Bunter Hund.

## Geschichte
Filmemacher, Medienpädagogen und Cineasten schlossen sich 1979 zur Initiative Filmstadt München zusammen, um ein Gegengewicht zu der Art zu schaffen, wie damals in München Filme gemacht und gezeigt wurden, speziell zur kurz zuvor geformten Filmwochen GmbH, die das „glamouröse“ Filmfest München veranstaltet. Zur Bavaria Filmstadt gibt es keinerlei Verbindung.
Beteiligt waren Gruppen wie Das Team, die Pädagogische Aktion, Frauenkino e.V., das Medienzentrum und Studierende. Die kontinuierliche Filmarbeit, die Nähe zu den Filmemachern der AG Dok sowie die Unterstützung von einigen Stadtratsmitgliedern und Michael Farin aus dem Kulturreferat ließ 1984 die Mitglieder der Initiative einen selbstbewussten Forderungskatalog formulieren. Sie verlangten darin eine Anerkennung ihrer kulturellen Arbeit und eine Ausstattung mit einem Minimalbudget. Dies führte zur Gründung des Vereins Filmstadt München e. V., dessen Sitz das Filmmuseum München ist.
Geschäftsführerin war von 1986 bis Juni 2016 Ulla Weßler, seit Juni 2016 ist Monika Haas ihre Nachfolgerin. Seit Juni 2024 wird sie von der Co-Geschäftsführerin Franziska Viehbacher unterstützt.

## Ziele
Die Initiatoren wollten von Anfang an eine kontinuierliche, anspruchsvolle Filmarbeit in der Stadt und eine „Förderung der alternativen, politischen Filmszene“. Zu ihren Schwerpunkten gehörten der Neue Deutsche Film, der Dokumentarfilm, Filme, Kinderfilme und Filme aus den Herkunftsländern der in München heimisch gewordenen ehemaligen Gastarbeiter, also türkische, griechische und italienische Filme.
Selbst gedrehte Werke sollten an einen bewussten Umgang mit Medien heranführen, auch als Reaktion auf das Privatfernsehen.
Auch heute noch konzipiert der Verein Maßnahmen, die die filmische Infrastruktur in München weiterentwickeln und stärken. Dazu gehören die Koordination und die finanzielle Unterstützung von Filminitiativen in München. Dabei liegt der Schwerpunkt auf der Filmkultur in ihrer Vielfalt, insbesondere den vernachlässigten Bereichen der nicht kommerziellen, nachbarschaftlichen, sozialen und kulturpolitischen Arbeit mit Film mit Schwerpunkten in der Ausländer- und Minderheitenszene. Der Verein setzt auf kontinuierliche Arbeit und verfolgt das Ziel, diese Filmkultur auch in die Stadtteile zu bringen.

## Mitglieder
Der Verein ist Dachverband für sechzehn Münchner Gruppen, die Filmevents veranstalten. Die Mitglieder sind selbstständig tätig und werden vom Filmstadt München e.V. bei der Pressearbeit, den Förderungsanträgen und den Abrechnungen unterstützt.
- Internationales Dokumentarfilmfestival München.[4]
- SinemaTürk Filmzentrum e.V.: Veranstalter der Türkischen Filmtage München
- Cinephile München e.V.: Veranstalter der Griechischen Filmtage*
- das Bunter Hund – Internationales Kurzfilmfest München
- Kulturladen Westend/Die Geierwallis (Veranstalter der Filmreihe Bimovies)
- Kinderkino München e. V.: Veranstalter der Kinder- und Jugendfilmtage
- Kultur und Spielraum e. V.: unter anderem Veranstalter der judoks – Dokumentarfilme für junges Publikum in der Pasinger Fabrik
- UNDERDOX - internationales filmfestival dokument und experiment[8]
- Circolo Cento Fiori e.V.
- Mediengruppe München: Veranstalter der Tage des Ethnologischen Films (nicht mehr aktiv; der ehemalige Leiter Peter Neugart ist seit 2024 Ehrenmitglied)
- Medienzentrum München des JFF: Veranstalter von flimmern&rauschen, dem Bezirksfestival des bayerischen Jugendfilmfestivals der JUFINALE, sowie Kino Asyl[9]
- LAFITA: Veranstalter der Lateinamerikanischen Filmtage München
- Afrikanische Filmtage MUC e.V.
- Bollerwagenkino
- Cinema Iran
- Mittel Punkt Europa e.V.: Veranstalter des Mittel Punkt Europa Filmfests
- Queer Culture e.V.: Veranstalter des OFFM - Queer Film Festival München

## Projekte (Auswahl)
Der Verein koordiniert und fördert eine Reihe von Filmfestivals, darunter:
- Mittelmeer-Filmtage

Die Mittelmeer-Filmtage werden von den Mitgliedern Bunter Hund – Internationales Kurzfilmfest München, Circolo Cento Fiori e.V., DOK.fest, Griechisches Filmforum e.V., Kinderkino München e.V., SinemaTürk Filmzentrum e.V. und UNDERDOX gestaltet. Zusammen mit der Münchner Stadtbibliothek, dem Münchner Instituto Cervantes, dem Institut français de Munich, dem Istituto Italiano di Cultura, sowie dem Centre Català de Munic e.V. und der Serbischen Kulturvereinigung München e.V. haben sie das Mittelmeer zum Thema gewählt, das Europa mit Nordafrika und Asien verbindet.
- Türkische Filmtage[11]
- Bimovie Gender Frauen Filme (seit 1991).

Veranstaltet wird diese Filmreihe von den Geierwallis, einem offenen Zusammenschluss von Frauen, die selbst im Filmgeschäft tätig sind oder sich für das Kino begeistern. Hier werden Frauen- und Lesbenfilme mit Filmen kombiniert, die genau diese Identitäts- und Repräsentationspolitik in Frage stellen.
Außerdem organisiert der Verein in eigener Regie beispielsweise Filmreihen mit Vortragsgästen und Ausstellungsprojekte.
- Tage des Ethnologischen Films[13]
- Lateinamerikanische Filmtage[14][15]

Die Filmstadt München ist Kooperationspartner von flimmern&rauschen, dem Bezirksfestival des bayerischen Jugendfilmfestivals der JUFINALE.
Eine Reihe von Projekten entstehen in Zusammenarbeit mit der Münchner Stadtbibliothek, dem Filmmuseum München oder dem Instituto Cervantes in München.

## Mitgliedschaften
- Verband der Bayerischen Filmfestivals[17]

## Finanzierung
Der Verein wurde von der Stadtverwaltung bis einschließlich 2007 mit jährlich 202 200 Euro gefördert, 2008 wurden die Zuwendungen auf 237 200 Euro erhöht. Inzwischen beträgt der jährliche Zuschuss der Stadt 300 0000 Euro.